# 이정선 (자선가)
이정선(영어: Maiko Jeong Shun Lee, Viscountess Rothermere, 1949년 ~ )은 한국계 영국인 자선가이자, 뉴욕, 파리, 런던에서 활동하는 예술 후원자이다.